# Actinotus novae-zealandiae
Actinotus novae-zealandiae là một loài thực vật có hoa trong họ Hoa tán. Loài này được (Petrie) Petrie mô tả khoa học đầu tiên năm 1881.